# Échantillonneur-bloqueur

Fig.1. Schéma simplifié d'un échantillonneur-bloqueur. L'entrée du signal analogique est notée AI, le signal de commande de l'interrupteur est noté C, la sortie du signal échantillonné est notée AO.

Fig.2. Échantillonnage simple. Le signal n'existe qu'aux instants d'échantillonnage.

Fig.3. Échantillonnage-blocage. Entre deux instants d'échantillonnage, le signal est maintenu constant et peut être aisément utilisé.

 (février 2018).
L'échantillonneur-bloqueur est un circuit électronique constitué dans sa forme la plus simple d'un interrupteur commandé et d'un condensateur. 
On peut également retrouver un amplificateur suiveur en entrée et en sortie du montage (Fig.1). Il constitue généralement l'entrée d'un convertisseur analogique-numérique (CAN, ou Analog-to-Digital Converter en anglais). Son rôle est de maintenir une valeur de tension constante entre deux instants d'échantillonnage.

## Rôle de l'échantillonnage
La numérisation d'un signal se déroule en deux étapes : la première est l'échantillonnage (discrétisation du temps), qui consiste à prélever la valeur du signal à des instants précis (instants d'échantillonnage). La seconde étape est la quantification ou codage (discrétisation des valeurs), qui associe un code numérique à la valeur échantillonnée précédemment. 
Avec un échantillonneur simple (par exemple, un interrupteur seul), le signal d'entrée est prélevé à chaque instant d'échantillonnage (Fig.2). Donc le codeur ne dispose du signal d'entrée qu'à ces instants précis. La quantification devrait théoriquement se faire en un laps de temps très court et coïncider exactement aux instants d'échantillonnage. Or ces deux conditions sont difficiles à réunir.
L'objectif d'un échantillonneur-bloqueur est, en plus de prélever le signal d'entrée aux instants d'échantillonnage, de maintenir le dernier échantillon à une valeur constante (Fig.3). Cela permet à l'étage de quantification de disposer de plus de temps pour le codage de l'information.

## Constitution d'un échantillonneur-bloqueur
La plupart des échantillonneurs-bloqueurs sont réalisés selon le schéma de la Fig.1. Notons que, grâce au deuxième amplificateur suiveur, la tension AO en sortie est toujours égale à la tension aux bornes du condensateur. 
À l'instant d'échantillonnage, le signal de commande de l'interrupteur ferme ce dernier. Le condensateur se charge donc à la valeur de tension imposée par l'entrée analogique AI. On appelle cette étape la phase d'acquisition. 
Lorsque le signal de commande ouvre l'interrupteur, le condensateur ne peut se décharger à travers le deuxième amplificateur, car celui-ci possède une impédance d'entrée infinie (du moins théoriquement). Le condensateur conserve ainsi sa charge électrique et la tension à ses bornes, ce qui maintient la tension AO en sortie constante quelle que soit la valeur de tension AI en entrée. Il s'agit de la phase de mémorisation. 
Le passage de la phase d'acquisition à la phase de mémorisation est décrit par trois paramètres :
- Retard d'ouverture {\displaystyle t_{0}}, en anglais aperture delay, un retard entre le lancement de la commande et l'ouverture effective de l'interrupteur ;
- Incertitude d'ouverture {\displaystyle t_{i}}, variation du retard d'ouverture. Cette variation est la plupart du temps faible et aléatoire. On l'appelle aussi gigue d'ouverture, ou aperture uncertainty et aperture jitter en anglais ;
- Temps d'établissement au blocage {\displaystyle t_{b}}, correspond aux phénomènes transitoires dus aux couplages capacitifs parasites avec la tension. Plus précisément, ceci est le temps nécessaire à un amortissement donné de ces composantes transitoires sur le condensateur. On l'appelle hold mode settling time en anglais.

Le passage inverse (mémorisation vers acquisition) est également décrit par trois paramètres :
- Décalage au blocage {\displaystyle \Delta V_{b}}, la tension parasite provoquée sur le condensateur par les composantes transitoires à la fin de {\displaystyle t_{b}}. On l'appelle aussi décalage de charge, ou sample to hold offset et charge offset en anglais ;
- Pente de décharge, la variation de tension à la sortie du convertisseur, résultant de la variation de la charge du condensateur, alors que l'interrupteur est ouvert ;
- Taux de réjection, hold mode droop rate en anglais, le rapport entre la variation du signal sortant et la variation du signal entrant, lorsque l'interrupteur est ouvert.